# Campionati europei di ciclismo su pista 2020 - Omnium femminile
L'omnium femminile ai Campionati europei di ciclismo su pista 2020 si è svolta il 13 novembre 2020 presso il velodromo Kolodruma di Plovdiv, in Bulgaria.
Hanno partecipato 13 cicliste appartenenti a 13 federazioni.
La gara si è svolta in 4 prove a cui in ognuna è stato attribuito un punteggio. La vincitrice è stata colei che ha totalizzato più punti complessivi.

## Podio
| Pos.    | Atleta              | Nazionalità   |
| ------- | ------------------- | ------------- |
| Oro     | Elisa Balsamo       | Italia        |
| Argento | Laura Kenny         | Gran Bretagna |
| Bronzo  | Marija Novolodskaja | Russia        |

## Risultati

### Scratch
Prima di 4 prove
| Posizione | Atleta                 | Nazione       | Giri persi | Punti prova |
| --------- | ---------------------- | ------------- | ---------- | ----------- |
| 1         | Elisa Balsamo          | Italia        |            | 40          |
| 2         | Laura Kenny            | Gran Bretagna |            | 38          |
| 3         | Aline Seitz            | Svizzera      |            | 36          |
| 4         | Maria Martins          | Portogallo    |            | 34          |
| 5         | Olivija Baleisyte      | Lituania      |            | 32          |
| 6         | Petra Ševčiková        | Rep. Ceca     |            | 30          |
| 7         | Marija Novolodskaja    | Russia        |            | 28          |
| 8         | Nikol Plosaj           | Polonia       |            | 26          |
| 9         | Eukene Larrarte        | Spagna        |            | 24          |
| 10        | Alzbeta Bacikova       | Slovacchia    |            | 22          |
| 11        | Anna Nahirna           | Ucraina       |            | 20          |
| 12        | Ina Savenka            | Bielorussia   |            | 18          |
| 13        | Johanna Kitti Borissza | Ungheria      |            | 16          |

### Tempo race
Seconda di 4 prove
| Posizione | Atleta                 | Nazione       | Punti giro | Punti sprint | Punti totali | Punti prova |
| --------- | ---------------------- | ------------- | ---------- | ------------ | ------------ | ----------- |
| 1         | Marija Novolodskaja    | Russia        | 20         | 6            | 26           | 40          |
| 2         | Nikol Plosaj           | Polonia       | 20         | 4            | 24           | 38          |
| 3         | Maria Martins          | Portogallo    | 20         | 4            | 24           | 36          |
| 4         | Ina Savenka            | Bielorussia   | 20         | 1            | 21           | 34          |
| 5         | Laura Kenny            | Gran Bretagna |            | 5            | 5            | 32          |
| 6         | Elisa Balsamo          | Italia        |            | 2            | 3            | 30          |
| 7         | Olivija Baleisyte      | Lituania      |            | 2            | 2            | 28          |
| 8         | Anna Nahirna           | Ucraina       |            | 1            | 1            | 26          |
| 9         | Petra Ševčiková        | Rep. Ceca     |            |              | 0            | 24          |
| 10        | Aline Seitz            | Svizzera      |            |              | 0            | 22          |
| 11        | Eukene Larrarte        | Spagna        |            |              | 0            | 20          |
| 12        | Johanna Kitti Borissza | Ungheria      |            |              | 0            | 18          |
| 13        | Alzbeta Bacikova       | Slovacchia    |            |              | 0            | 16          |

### Gara ad eliminazione
Terza di 4 prove
| Posizione | Atleta                 | Nazione       | Punti prova |
| --------- | ---------------------- | ------------- | ----------- |
| 1         | Elisa Balsamo          | Italia        | 40          |
| 2         | Laura Kenny            | Gran Bretagna | 38          |
| 3         | Olivija Baleisyte      | Lituania      | 36          |
| 4         | Nikol Plosaj           | Polonia       | 34          |
| 5         | Eukene Larrarte        | Spagna        | 32          |
| 6         | Maria Martins          | Portogallo    | 30          |
| 7         | Alzbeta Bacikova       | Slovacchia    | 28          |
| 8         | Ina Savenka            | Bielorussia   | 26          |
| 9         | Aline Seitz            | Svizzera      | 24          |
| 10        | Marija Novolodskaja    | Russia        | 22          |
| 11        | Anna Nahirna           | Ucraina       | 20          |
| 12        | Johanna Kitti Borissza | Ungheria      | 18          |
| 13        | Petra Ševčiková        | Rep. Ceca     | 16          |

### Gara a punti e classifica finale
Quarta di 4 prove.
Per la classifica finale i ciclisti sommano ai punti guadagnati durante questa prova, tutti i punti conquistati in precedenza.
| Classifica finale | Atleta                 | Nazione       | Punti Scratch | Punti Tempo race | Punti Gara eliminaz. | Class. parziale | Punti giro | Punti sprint | Classifica finale |
| ----------------- | ---------------------- | ------------- | ------------- | ---------------- | -------------------- | --------------- | ---------- | ------------ | ----------------- |
| 1                 | Elisa Balsamo          | Italia        | 40            | 30               | 40                   | 110             | 0          | 25           | 135               |
| 2                 | Laura Kenny            | Gran Bretagna | 38            | 32               | 38                   | 108             | 0          | 18           | 126               |
| 3                 | Marija Novolodskaja    | Russia        | 28            | 40               | 22                   | 90              | 20         | 4            | 114               |
| 4                 | Nikol Plosaj           | Polonia       | 26            | 38               | 34                   | 98              | 0          | 13           | 111               |
| 5                 | Maria Martins          | Portogallo    | 34            | 36               | 30                   | 100             | 0          | 10           | 110               |
| 6                 | Olivija Baleisyte      | Lituania      | 32            | 28               | 36                   | 96              | 0          | 7            | 103               |
| 7                 | Ina Savenka            | Bielorussia   | 18            | 34               | 26                   | 78              | 20         | 3            | 101               |
| 8                 | Aline Seitz            | Svizzera      | 36            | 22               | 24                   | 82              | 0          | 18           | 100               |
| 9                 | Eukene Larrarte        | Spagna        | 24            | 20               | 32                   | 76              | 0          | 1            | 77                |
| 10                | Petra Ševčiková        | Rep. Ceca     | 30            | 24               | 16                   | 70              | 0          | 0            | 70                |
| 11                | Anna Nahirna           | Ucraina       | 20            | 26               | 20                   | 66              | 0          | 0            | 66                |
| 12                | Alžbeta Bacikova       | Slovacchia    | 22            | 16               | 28                   | 66              | 0          | 0            | 66                |
| 13                | Johanna Kitti Borissza | Ungheria      | 16            | 18               | 18                   | 52              | – 20       | 0            | 32                |